# Domžale

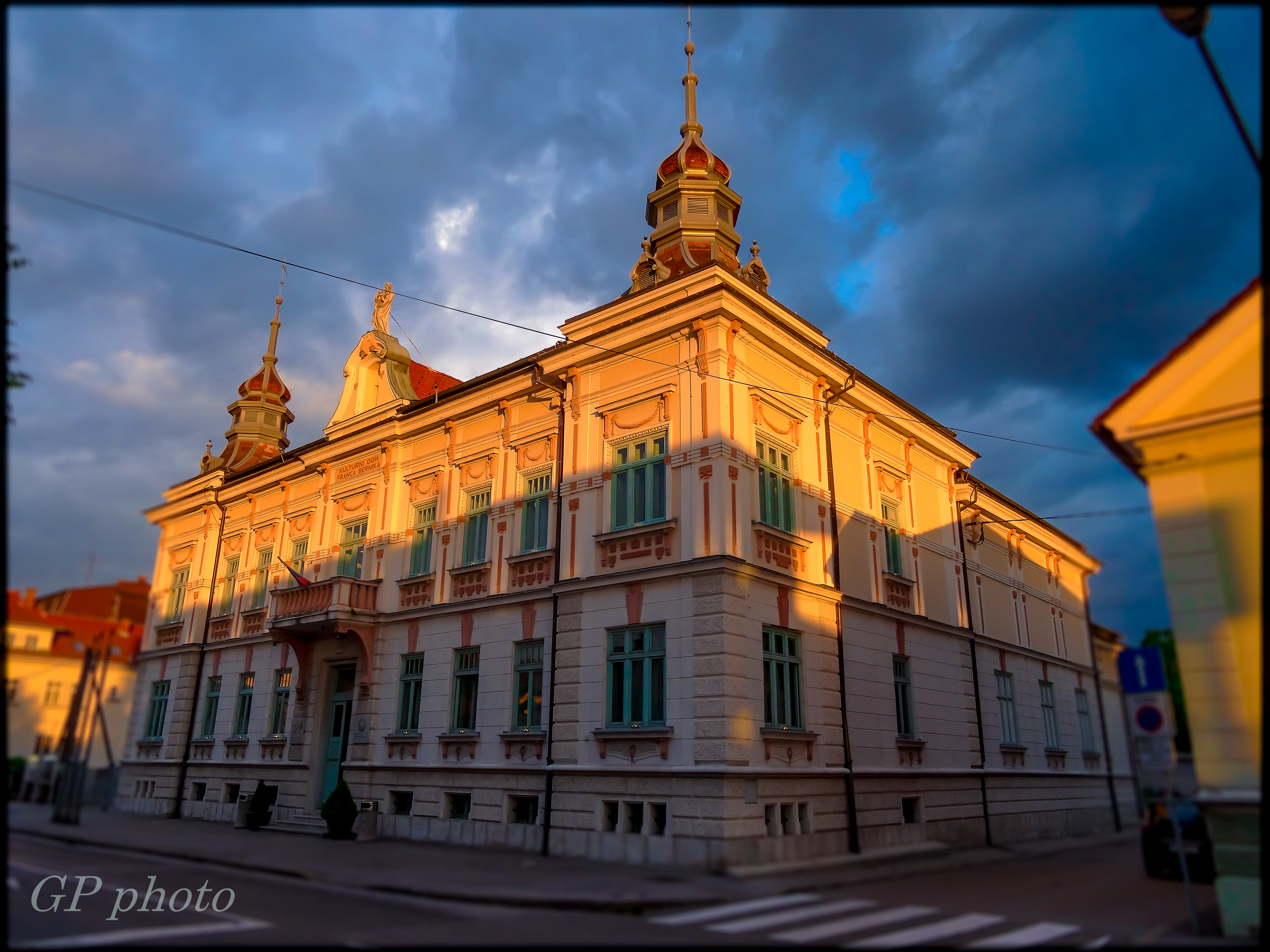
Rathaus von Domžale

Domžale (deutsch: Domschale, älter auch Domseldorf) ist eine Stadt in Slowenien in der Nähe von Ljubljana. Sie ist Hauptort der Gemeinde Domžale mit 50 Ortschaften und Siedlungen. Die Stadt liegt am Fuße der Kamniker Alpen. Der Fluss Kamniška Bistrica bildet die östliche Grenze des Stadtgebietes.

## Geschichte
Domžale wurde in schriftlichen Quellen erstmals um 1200–1230 als Domsselsdorf  bezeugt. Im lokalen Dialekt wird die Stadt als Dumžale bezeichnet. Früher war der deutsche Name Domschale.
Domžale wurde 1952 zur Stadt erhoben. In den folgenden Jahren entwickelte sich der Ort zu einem Industriezentrum mit einer starken Chemie- und Textilindustrie. Im Jahr 1980 begann der Bau moderner Wohnungen und Domžale wurde als Schlafgemeinde von Ljubljana bekannt. Nachdem Slowenien seine Unabhängigkeit erklärt hatte, bombardierte die jugoslawische Armee die örtlichen Radiosender.